# 陳祥榕 (1910年)
陳祥榕（1910年—1934年8月12日），乳名陈依细，又名陈尚容，化名陈五娣，1910年生于福建省连江县，1929年3月，加入中国共产党。不久，任中共连江城关支部书记。1934年4月，省委机关遭敌破坏，他被人举报被捕。8月12日在福州西门鸡角弄被处决。